# Newton Horace Winchell

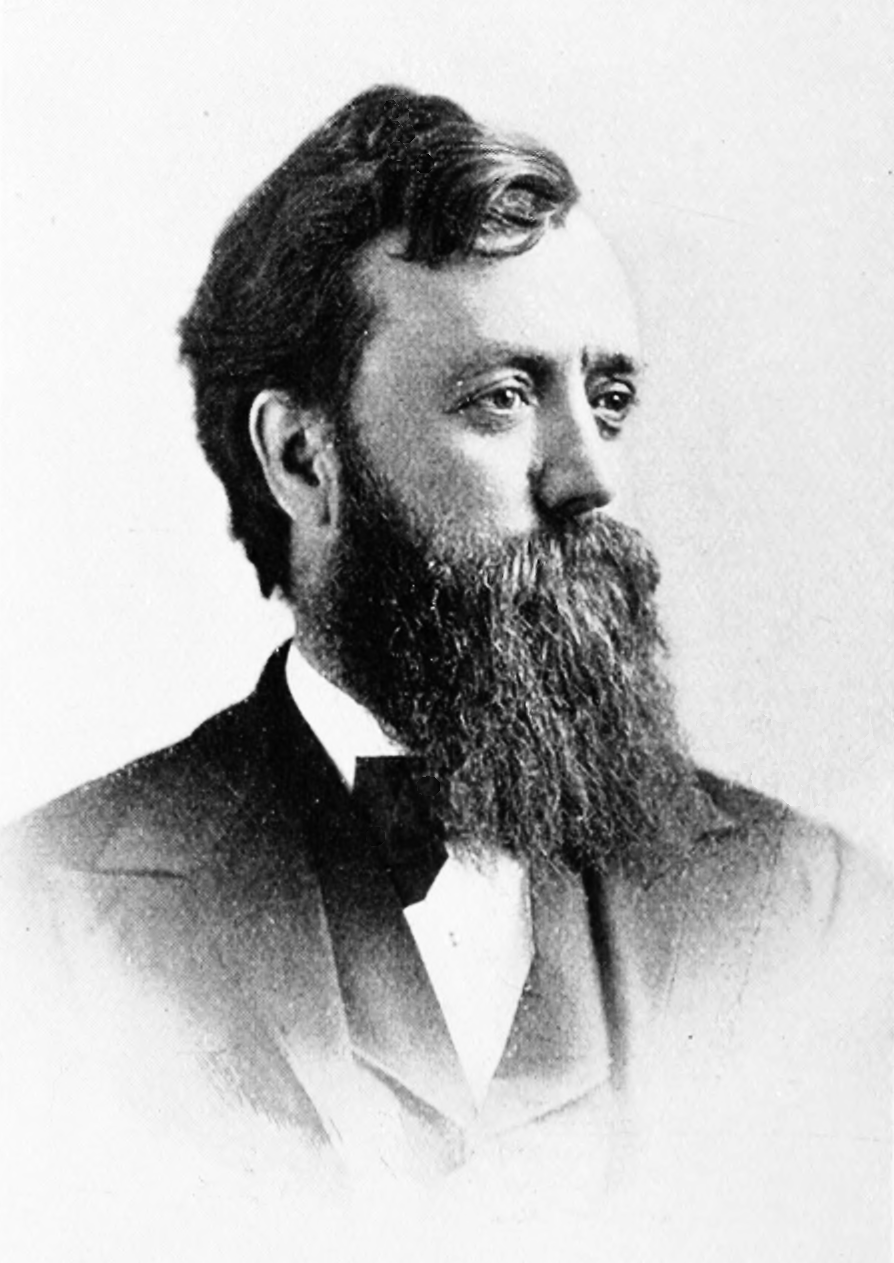
Newton Horace Winchell

Newton Horace Winchell (* 17. Dezember 1839 in New York; † 2. Mai 1914) war ein US-amerikanischer Geologe.
Winchell ging in Connecticut zur Schule und war dann Lehrer in Connecticut und Michigan. Gleichzeitig studierte er insbesondere Geologie an der University of Michigan mit dem Master-Abschluss 1867. Er unternahm geologische Feldstudien in Michigan, Ohio und New Mexico und ließ sich 1872 in Minnesota nieder, wo er den Geological and Natural History Survey of Minnesota leitete und Geologie, Botanik und Zoologie an der University of Minnesota unterrichtete. 1874 begleitete er die Expedition von George Armstrong Custer in die Black Hills in South Dakota, die er geologisch kartierte.
Er war einer der Gründer und 1902 Präsident der Geological Society of America und Mitbegründer der Minnesota Academy of Sciences sowie aktiv in der Minnesota Historical Society. In diesem Zusammenhang untersuchte er auch 1909 bis 1910 den Runenstein von Kensington.
Sein Sohn war der Geologe Alexander Newton Winchell und er war der Großvater von Horace Winchell.

## Schriften
- The Geology of Minnesota: Final Report of the Geological and Natural History Survey of Minnesota (6 Bände), 1884 Archive
- History of the upper Mississippi Valley, Minneapolis 1881
- mit H. V. Winchell: The iron ores of Minnesota: their geology, discovery, development, qualities, and origin, and comparison with those of other iron districts, Minneapolis 1891
- Natural gas in Minnesota, St. Paul 1889
- mit Alexander Newton Winchell: Elements of optical mineralogy; an introduction to microscopic petrography, with description of all minerals whose optical elements are known and tables arranged for their determination microscopically, New York, Van Nostrand 1909